# Тайско-лаосская пограничная война
Тайско-лаосская пограничная война (декабрь 1987— февраль 1988) — короткий конфликт между вооруженными силами Таиланда и Лаоса.
Столкновения были вызваны разногласиями, содержащимися в карте, составленной в 1907 году французами-топографами, проводившими границу между Сиамом и Французским Индокитаем. В ней оставалась неясной принадлежность деревни Бан Ромклао на границе тайской провинции Питсанулок, а также трех пограничных деревень в провинции Уттарадит. (Данная карта является также источником пограничных споров между Таиландом и Камбоджей).
Государственная граница между Лаосом и Таиландом, сейчас демаркированная практически полностью (за исключением нескольких спорных островов и участков территории), неоднократно вызывала споры, разногласия и вооружённые противостояния этих государств, начиная с 1970-х годов. В 1980 году произошёл инцидент с обстрелом патрульного катера на границе, в 1984 году произошел ряд перестрелок между тайской и лаосской армиями. В декабре 1987 года тайская армия заняла Бан Ромклао и подняла в деревне тайский флаг. Правительство Лаоса выразило решительный протест, настаивая, что деревня является частью района Ботен провинции Сайнябули. В ответ тайские власти заявили, что деревня относится к району (ампхе) Чат Тракан провинции Питсанулок.
Ночью силы Патет Лао выбили небольшой тайский гарнизон и заменили тайский флаг на флаг ЛНДР. Поддерживая коммунистическое правительство Лаоса, Вьетнам отправил в Сайнябули Вторую пехотную дивизию.
В 1988 году между Лаосом и Таиландом вспыхнула двухнедельная ожесточённая пограничная война за контроль над островами на реке Меконг. Причиной конфликта вновь стала недостаточно чёткая демаркация границы.
Конфронтация была завершена 19 февраля 1988 года заключением перемирия.

## Последствия
В результате вооружённого конфликта погибло около 1 000 человек. Потери армии Таиланда были выше, так как она была вынуждена атаковать укрепленные лаосские позиции.
В 1996 году была создана совместная тайско-лаосская пограничная комиссия, которая должна демаркировать 1 810 километров границы и установить государственную принадлежность приграничных деревень. По состоянию на 2007 год ведутся работы по демаркации границы.